# Boris Martínez
Boris Néstor Martínez Salazar foi um militar panamenho, chefe da divisão norte da província de Chiriquí da antiga Guarda Nacional, posteriormente convertida na Quinta Zona Militar. Liderou o golpe de Estado de 1968 no Panamá, que derrubou o presidente eleito Arnulfo Arias Madrid, que estava no cargo há apenas onze dias. 
Em 24 de fevereiro de 1969, foi enviado ao exilio por Omar Torrijos aos Estados Unidos, a bordo de um avião juntamente com os coronéis Federico Boyd e José Ramos e o major Humberto Jiménez, desaparecendo para sempre do cenário político panamenho. Ele se estabeleceu em Miami e trabalhou para uma empresa de aviação.